# Karla Marksa (Krymsk, Krasnodar)
Karla Marksa (del ruso: Карла Маркса) es un jútor del raión de Krymsk del krai de Krasnodar, en Rusia. Está situado cerca de la orilla izquierda del Adagum, de la cuenca del Kubán, 19 km al noroeste de Krymsk y 92 km al oeste de Krasnodar. Tenía 50 habitantes en 2010
Pertenece al municipio Kíyevskoye.